# Водомерка прудовая
Водоме́рка прудова́я (лат. Gerris lacustris) — вид полужесткокрылых насекомых рода Gerris семейства водомерок (Gerridae). Впервые описана в 1758 году шведским систематиком Карлом Линнеем.
Обычный для России вид водомерок.

## Распространение, описание
Распространена в Африке, Европе и северной Азии. Населяет пруды, канавы и водоёмы с медленным течением.
Хищное насекомое около 15 мм в длину. Тело тонкое, буровато-серого оттенка. Голова небольшая, с крупными глазами. На концах ног имеются чувствительные волоски, реагирующие на рябь на воде. Передвигается по поверхности воды, используя задние ноги как рули; передними же ногами клоп захватывает умерших или попавших в воду насекомых, которыми питается. Чувствуя опасность, насекомое способно быстро отскакивать от раздражителя. Имеет крылья.
Водомерка прудовая может встречаться на водоёмах с ранней весны до осени. Осенью улетают на зимовку; группы зимующих насекомых можно обнаружить в защищённых местах (например, в сараях).